# Округ Хамфриз (Тенеси)
Хамфриз (енгл. Humphreys County) је округ у америчкој савезној држави Тенеси.

## Демографија
По попису из 2010. године број становника је 18.538, што је 609 (3,4%) становника више него 2000. године.
| Група             | 2000.          | 2010.          |
| Белци             | 17.030 (95,0%) | 17.498 (94,4%) |
| Афроамериканци    | 527 (2,9%)     | 463 (2,5%)     |
| Азијати           | 46 (0,3%)      | 35 (0,2%)      |
| Хиспаноамериканци | 148 (0,8%)     | 278 (1,5%)     |
| Укупно            | 17.929         | 18.538         |